# 反駁

保罗·格雷厄姆提出的反駁金字塔

反駁（英語：objection），又稱反對、反对意见、不同意，是指人們在對一个前提、论据或结论提出的不同看法，有時還會提供理由。不過有時人們僅僅會懷疑前提、论据或结论，未必會提出相反的論點，此時這一舉動又叫做质疑。